# Incidente del Q400 di Horizon Air del 2018
Il 10 agosto 2018 un Bombardier Q400 della Horizon Air decollò senza autorizzazione dall'aeroporto Internazionale di Seattle-Tacoma, alle 19:35 ora locale. L'unico occupante era Richard Russell, un addetto aeroportuale della stessa compagnia senza nessuna esperienza di pilotaggio.
Circa un'ora e quindici minuti dopo il decollo, dopo essere stato intercettato da due caccia F-15 e dopo avere effettuato alcune manovre acrobatiche, Russell fece precipitare volontariamente l'aereo nella foresta di Ketron Island nello stato di Washington, morendo nello schianto.

## L'aereo
Il velivolo era un Bombardier Q400 di proprietà della Horizon Air e operato dalla Alaska Airlines, con numero di registrazione N449QX e numero di serie 4410. Aveva volato per la prima volta nel 2012 ed era stato consegnato nuovo alla Horizon Air nello stesso anno. Atterrò a Seattle-Tacoma alle 13:35 ora locale del pomeriggio dell'incidente, dopo un volo in servizio da Victoria, Columbia Britannica. Quel giorno non aveva in programma altri voli.

## L'incidente
Un operatore di terra dell'aeroporto di Seattle, il 29enne Richard Russell, prese possesso di un Bombardier Dash 8-400 dall'Hangar 1 all'estremità nord dell'aeroporto Sea-Tac e decollò dall'aeroporto Internazionale di Seattle senza ottenere l'autorizzazione della torre di controllo. L'aereo, con trasponder spento, eseguì diverse manovre acrobatiche nelle vicinanze dell'aeroporto mentre i controllori di volo tentavano di convincere il pilota ad atterrare. Nel frattempo, il Dipartimento della Difesa, allertato dall'aeroporto, ordinò al NORAD di intercettare l'aereo. Due caccia McDonnell Douglas F-15 Eagle intercettarono l'aereo poco prima del suo schianto intenzionale sull'isola di Ketron Island nello stato di Washington.

## Le indagini
Sull'incidente ha indagato il National Transportation Safety Board (NTSB), la Federal Aviation Administration e l'FBI, quest'ultima in particolare su come sia stato possibile che l'operatore di terra possa aver preso possesso del velivolo. A differenza di altri incidenti aerei, l'NTSB ha dichiarato che non avrebbe rilasciato alcun report pubblico dell'incidente. Il 9 novembre 2018, l'FBI ha concluso la sua indagine, evidenziando come l'incidente sia stato unicamente causato dal suicidio volontario del pilota, senza alcuni fini terroristici.